# Elecciones parlamentarias de Omán de 2019

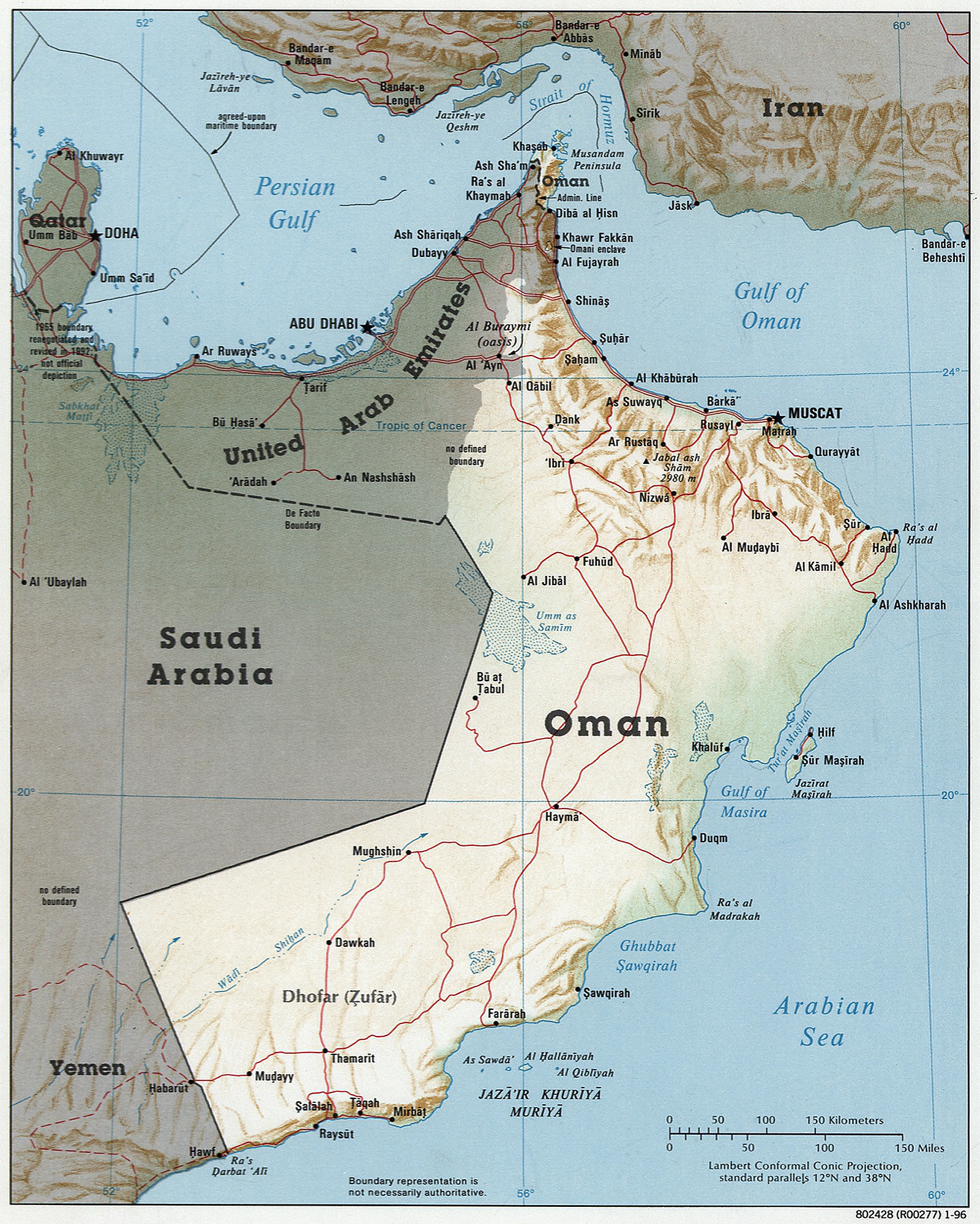
Mapa de Omán

Bandera de Omán

Las elecciones generales se realizaron en Omán el 27 de octubre de 2019. Un total de 637 candidatos disputaron las elecciones para los 86 escaños en la Asamblea Consultiva, todos los cuales se postularon como candidatos independientes.

## Sistema electoral
Los 86 miembros de la Asamblea Consultiva fueron elegidos entre 25 distritos electorales de dos miembros y 36 distritos electorales de un solo miembro.[cita requerida]

## Resultados
|                                    |                                    |         |       |         |     |  |  |  |  |
| Partido                            | Partido                            | Votos   | %     | Escaños | +/– |  |  |  |  |
|                                    | Independientes                     |         | 100   | 86      | +1  |  |  |  |  |
| Votos inválidos y en blanco        | Votos inválidos y en blanco        |         | –     | –       | –   |  |  |  |  |
| Total                              | Total                              | 349,680 | 100   | 86      | +1  |  |  |  |  |
| Votantes registrados/participación | Votantes registrados/participación | 713,335 | 49.02 | –       | –   |  |  |  |  |
| Fuente: Times of Oman              |                                    |         |       |         |     |  |  |  |  |